# Museo militar de Tasmania
El museo militar de Tasmania se encuentra dentro de varios cuarteles en Hobart, Tasmania, Australia. Construido en 1814, es reconocida como una de las más importantes zonas históricas militares de Australia.
Está ubicado en la cárcel militar que fue construido en 1847. El edificio ha sufrido pocos cambios desde el momento en que se construyó a pesar de sus múltiples usos, incluso como reformatorio de jóvenes, un cuarto matrimonial, un almacén y oficinas.
The Barracks (El Cuartel), está incluido en la Lista del Patrimonio de la Mancomunidad.